# 2000 CX81
2000 CX81 är en asteroid i huvudbältet som upptäcktes den 4 februari 2000 av LINEAR i Socorro County, New Mexico.
Asteroiden har en diameter på ungefär 13 kilometer och den tillhör asteroidgruppen Themis.